# Coppa del Re 2011 (hockey su pista)
La Coppa del Re 2011 è stata la 68ª edizione della principale coppa nazionale spagnola di hockey su pista. La competizione ha avuto luogo con la formula della final eight dal 24 al 27 febbraio 2011 presso il Pavelló d'Esports di Blanes. 
Il trofeo è stato conquistato dal Barcellona per la diciottesima volta nella sua storia superando in finale il Reus Deportiu.

## Squadre partecipanti
Le squadre qualificate sono le prime otto classificate al termine del girone di andata dell'OK Liga 2011-2012.
| Club            | Qualificazione                             |
| --------------- | ------------------------------------------ |
| Reus Deportiu   | 1º posto nel girone di andata dell'Ok Liga |
| Barcellona      | 2º posto nel girone di andata dell'Ok Liga |
| Liceo La Coruña | 3º posto nel girone di andata dell'Ok Liga |
| Vic             | 4º posto nel girone di andata dell'Ok Liga |
| Vendrell        | 5º posto nel girone di andata dell'Ok Liga |
| Blanes          | 6º posto nel girone di andata dell'Ok Liga |
| Vilanova        | 7º posto nel girone di andata dell'Ok Liga |
| Noia            | 8º posto nel girone di andata dell'Ok Liga |

## Risultati

### Quarti di finale
| Squadra 1        | Risultato | Squadra 2 |
| ---------------- | --------- | --------- |
| 24 febbraio 2011 |           |           |
| Barcellona       | 6 - 1     | Vilanova  |
| Liceo La Coruña  | 3 - 2     | Blanes    |
| 25 febbraio 2011 |           |           |
| Reus Deportiu    | 6 - 3     | Noia      |
| Vic              | 3 - 2     | Vendrell  |

### Semifinali
| Squadra 1        | Risultato | Squadra 2       |
| ---------------- | --------- | --------------- |
| 26 febbraio 2011 |           |                 |
| Barcellona       | 4 - 1     | Liceo La Coruña |
| Reus Deportiu    | 5 - 4     | Vic             |

### Finale
| Blanes 27 febbraio 2011 | Barcellona | 4 – 2 | Reus Deportiu |  |